# San Miguel (partido)
Pour les articles homonymes, voir San Miguel.
San Miguel est un partido de la province de Buenos Aires fondé en 1958 dont la capitale est San Miguel.
Ce partido fait partie du groupe des 24 partidos de la province de Buenos Aires constituant, avec la capitale fédérale, le Grand Buenos Aires.